# Plestia cassiopeia
Plestia cassiopeia är en insektsart som beskrevs av Ronald Gordon Fennah 1950. Plestia cassiopeia ingår i släktet Plestia och familjen Ricaniidae. Inga underarter finns listade i Catalogue of Life.